# Rhus lanceolata
Rhus lanceolata là một loài thực vật có hoa trong họ Đào lộn hột. Loài này được (A. Gray) Britton miêu tả khoa học đầu tiên năm 1908.